# Dicranota vishnu
Dicranota vishnu är en tvåvingeart som beskrevs av Alexander 1963. Dicranota vishnu ingår i släktet Dicranota och familjen hårögonharkrankar. Inga underarter finns listade i Catalogue of Life.